# Akademičeskaja (stanice metra v Petrohradu)
Akademičeskaja (rusky Академическая) je stanice petrohradského metra. Nachází se na Kirovsko-Vyborské lince, v její severní části. Zajišťuje dopravní obslužnost velkému sídlišti na severu města. Stanice je pojmenována podle nedalekých významných škol a vědeckých pracovišť (například Ruská akademie nauk apod.)

## Charakter stanice
Akademičeskaja je podzemní, ražená, trojlodní sloupová stanice s plnou délkou střední lodě. Založení celého nástupiště stanice pod povrchem činí 64 m. Tuto hloubku překonává jeden eskalátorový tunel s čtyřramennými hlubinnými eskalátory, který jej spojuje s rozsáhlým povrchovým vestibulem stanice. Podzemní nástupiště připomíná velmi známou stanici Majakovskaja v Moskvě; všechny tři lodě jsou spojeny těsně u sebe, podpírají je tenké sloupy. Obklad stanice tvoří bílý mramor na stěnách za nástupištěm a na koncích obou lodí; sloupy byly obloženy leštěným kovem. Na slepém konci střední lodě je umístěn velký panel z mramoru s výroky Vladimira Lenina.
Akademičeskaja byla otevřena 31. prosince 1975. Severním směrem za stanicí se nachází jedna odstavná kolej umístěná mezi oběma běžně využívanými. Až do 29. prosince 1978 (do otevření navazujícího úseku metra vedoucího dále na sever) sloužila pro obracení vlaků, které zde končily.